# Tabor (Nova Gorica)
Tabor falu Nyugat-Szlovéniában, a Goriška statisztikai régióban, a Vipava-völgy szélén egy alacsony hegyen, Dornberk falu közelében fekszik. Közigazgatásilag Nova Goricához tartozik. Lakosságának száma 165 fő.

## Nevének eredete
A település nevét a szlovén tabor szóról kapta, amely megerősített, erődített templomot vagy falut jelent. A települést a 16. században védőfallal vették körbe az ottomán törökök támadásai ellen, melynek maradványai egyes helyeken napjainkban is láthatóak maradtak.

## Fordítás
- Ez a szócikk részben vagy egészben  a   Tabor, Nova Gorica című angol Wikipédia-szócikk ezen változatának fordításán alapul.  Az eredeti cikk szerkesztőit annak laptörténete sorolja fel. Ez a jelzés csupán a megfogalmazás eredetét és a szerzői jogokat jelzi, nem szolgál a cikkben szereplő információk forrásmegjelöléseként.